# Марија Угрица
Марија Угрица (Београд, 27. јул 1995) српска је поп певачица. Позната је по снажним наступима уживо и обрадама објављеним на YouTube-у. Добитница је награда за своје песме и наступе у земљи и иностранству.

## Биографија
Марија Угрица је рођена у Београду, Србија. Живи са родитељима и старијим братом у Београду. Завршила је музичку школу Јосип Славенски и Основну школу Владислав Рибникар 2010. године. У обе школе је била одличан ђак. Похађала је средњу музичку школу Јосип Славенски и Трећу београдску гимназију.
Професионалну каријеру је започела 2005. године, када је са песмом Географија учествовала на Српском националном финалу за дечију песму Евровизије 2005. године. То је било прво српско национално финале за дечију Евровизију, а организовали су га Дечји културни центар Београд, као и сада ФеДемус, па је Марија добила песму да је отпева на такмичењу. Није победила, али је јавност запамтила њен глас и изглед. Након тога почела је да учествује на многим другим фестивалима и такмичењима. Марија је постала члан Дечјег хора РТС- а.
Учествовала је на ФеДемусу, такмичењу за децу и дечије ауторске песме 2007. године, када је певала Звездану ноћ (песма Филипа Трајановског), а следеће, 2008. године, победила је на том такмичењу као соло са баладом Ноћ пуна звезда. Исте године је учествовала на многим другим фестивалима. Једна од њих је поново било национално финале Србије за Дечју песму Евровизије 2008. Учествовала је са Матејом Михаиловићем, такође чланом хора, са песмом Истина је. Завршили су на 2. месту.
Од 2005. до 2009. године освојила је многе награде као певачица и пијаниста. Неки од њих су Златна сирена 2005–2009, Таленти Врачара 2006–2008 и многи други. Оне је поново учествовала у Националном финалу за дечију Евровизију. На конкурс послала песму Хајде да сањамо, а са још девет такмичара изабрана је од стране Музичке комисије РТС-а. Нажалост, разболела се два дана пре такмичења. Није могла ни да прича ни да пева, али је ипак одлучила да учествује. Завршила је на 8. месту.
Она је на ФеДемус 2009. године послала једну од песама које је направила за национално финале 2009. Песма се зове Љубав опет добија и у питању је Р'н'Б балада. Организатори су Марији дали партнера у дуету, 17-годишњег Филипа Трајановског, учесника српског националног финала и ФеДемуса, и српског тинејџерског реп музичара, познатог и као Phil:T. Такмичење је одржано октобра 2009. Марија и Филип су победили на том такмичењу поделивши прво место са другом девојком.

## Синглови
| Година | Једно                   | композитор(и)                                                        | Напомене                                                                                       |
| ------ | ----------------------- | -------------------------------------------------------------------- | ---------------------------------------------------------------------------------------------- |
| 2005   | Географија              | Дечји културни центар Београд (ДКЦБ) – Дечји културни центар Београд | Улазак у национално финале Србије за дечију песму Евровизије 2005                              |
| 2007   | Звездана ноћ            | Филип Трајановски                                                    | ФеДемус 2007                                                                                   |
| 2008   | Ноебо пуно звезда       | Марија Угрица                                                        | Учесник и победник ФеДемуса 2008                                                               |
| 2008   | Истина је               | Марија Угрица, Матеја Михајловић                                     | Дует са Матејом Михаиловићем, улазак у национално финале Србије за Дечју песму Евровизије 2008 |
| 2008   | Најлепша ствар          | Марија Угрица, Лазар Вујанић, Душица Ерић                            | Прва верзија ФеДемуса 2009. песма                                                              |
| 2009   | Хајде да сањамо         | Марија Угрица                                                        | Улазак у национално финале Србије за дечију песму Евровизије 2009                              |
| 2009   | Љубав опет добија       | Марија Угрица                                                        | Коначна верзија и пријава за ФеДемус 2009.                                                     |
| 2010   | Све песме поклањам теби | Марија Угрица, Лазар Вујанић                                         | ФеДемус 2010.                                                                                  |
| 2011   | Без твог осмеха         | Марија Угрица, Лазар Вујанић                                         | Необјављено                                                                                    |
| 2011   | Нећу да станем          | Марија Угрица                                                        | Дует; музички међуакт ФеДемуса 2011.                                                           |
| 2012   | Без твог осмеха         | Марија Угрица, Лазар Вујанић                                         | Оффициал Сингле                                                                                |
| 2012   | Нови дан                | Марија Угрица                                                        | Интервални акт ФеДемуса 2012.                                                                  |
| 2013   | Остани                  | Марија Угрица, Лазар Вујанић                                         | Званични сингл                                                                                 |
| 2014   | Заувек би трајао        | Лазар Вујанић                                                        | Званични сингл                                                                                 |
| 2016   | Славуј                  | Марија Угрица, Лазар Вујанић                                         | Званични сингл                                                                                 |